# Hapoël Haïfa
Maillots
Le Hapoël Haïfa Football Club (en hébreu : מועדון כדורגל הפועל חיפה), plus couramment abrégé en Hapoël Haïfa, est un club israélien de football fondé en 1924 et basé dans la ville de Haïfa.
Le club évolue dans le Championnat d'Israël.

## Histoire

### Rivalité
Le Hapoël Haïfa entretient une rivalité avec l'autre équipe principale de la ville, à savoir le Maccabi Haïfa. Le match entre les deux équipes est appelé le « Derby d'Haïfa ».

## Stade
- 1955-2014 : Stade Kiriat Eliezer
- 2014-0000 : Stade Sammy Ofer

## Palmarès
| Compétitions nationales | Compétitions amicales                            | Compétitions internationales |
| - Championnat d'Israël (1) : - Champion : 1998-99. - Vice-champion : 1958-59. - Coupe d'Israël (4) : - Vainqueur : 1962-63, 1965-66, 1973-74 et 2017-18. - Finaliste : 1931-32, 1932-33, 1957-58, 1963-64, 1994-95 et 2003-04. - Coupe de la Ligue (2) : - Vainqueur : 2000-01 et 2012-13. - Championnat d'Israël D2 (3) : - Champion : 1983-84, 2003-04 et 2008-09. - Coupe de la Ligue D2 (1) : - Vainqueur : 1986-87. | - Israël Decade Cup (1) : - Vainqueur : 1957-58. | - Néant                      |

## Personnalités du club

### Présidents du club
- Efraim Gabai

### Entraîneurs du club
Le tableau suivant présente la liste des entraîneurs du club depuis 1949.
| Rang | Nom                | Période   |
| ---- | ------------------ | --------- |
| 1    | Egon Pollak        | 1949-1950 |
| 2    | Solomon Polyakov   | 1950-1951 |
| 3    | Gauze Fox          | 1951-1952 |
| 4    | Shimon Shenhar     | 1952-1953 |
| 5    | Deja Farkas        | 1953-1954 |
| 6    | Pál Jávor          | 1954-1956 |
| 7    | Eli Fuchs          | 1956-1957 |
| 8    | Zlotka Tchaikovsky | 1957-1960 |
| 9    | David Schweitzer   | 1960-1962 |
| 10   | David Farkas       | 1962      |
| 11   | Dmtir Dimitrova    | 1962-1963 |
| 12   | Minda Iobanobitz   | 1963-1967 |
| 13   | Mike de Jong       | 1967-1968 |
| 14   | Minda Iobanobitz   | 1968-1969 |
| 15   | Mike de Jong       | 1969-1970 |
| 16   | Bondi Glanz        | 1970-1971 |
| 17   | Uwe Klimaschefski  | 1971-1972 |

| Rang | Nom                 | Période   |
| ---- | ------------------- | --------- |
| 18   | Jonny Hardy         | 1972      |
| 19   | Uwe Klimaschefski   | 1972-1973 |
| 20   | Ya'akov Grundman    | 1973-1975 |
| 21   | Nahum Stelmach      | 1975-1977 |
| 22   | Uri Weinberg        | 1977-1978 |
| 23   | David Schweitzer    | 1978-1979 |
| 24   | Mordechai Spiegler  | 1979-1980 |
| 25   | Uri Weinberg        | 1980-1981 |
| 26   | Mordechai Spiegler  | 1981      |
| 27   | Yitzhak Englander   | 1981-1983 |
| 28   | Yehoshua Feigenbaum | 1983-1984 |
| 29   | Aharon Gershgoren   | 1984-1985 |
| 30   | Peter Lorimer       | 1985-1986 |
| 31   | Mercy Roche         | 1986-1987 |
| 32   | Itzhak Shum         | 1987-1988 |
| 33   | Ronnie Dora         | 1988-1989 |
| 34   | Yitzhak Englander   | 1989-1991 |

| Rang | Nom                 | Période   |
| ---- | ------------------- | --------- |
| 35   | Ronnie Dora         | 1991-1993 |
| 36   | Roby Young          | 1993-1994 |
| 37   | Ronnie Dora         | 1994      |
| 38   | Amaẕya Lewkowicz    | 1994      |
| 39   | Dror Kashtan        | 1994-1995 |
| 40   | Avraham Grant       | 1995-1996 |
| 41   | Vico Haddad         | 1996      |
| 42   | Ivan Ktlinitz       | 1996-1997 |
| 43   | Eli Guttman         | 1997-2000 |
| 44   | Guy Levy            | 2000-2002 |
| 45   | Eli Guttman         | 2002      |
| 46   | Yehoshua Feigenbaum | 2002-2003 |
| 47   | Ronnie Dora         | 2003-2004 |
| 48   | Baruch Maman        | 2004      |
| 49   | Nir Levine          | 2004-2005 |
| 50   | Ran Ben Shimon      | 2005-2006 |
| 51   | Rafi Cohen          | 2006      |

| Rang | Nom            | Période   |
| ---- | -------------- | --------- |
| 52   | Shlomi Dora    | 2006-2010 |
| 53   | Nitzan Shirazi | 2010-2011 |
| 54   | Tal Banin      | 2011-2012 |
| 55   | Nir Klinger    | 2012-2013 |
| 56   | Shlomi Dora    | 2013-2014 |
| 57   | Reuven Atar    | 2014-2015 |
| 58   | Tal Banin      | 2015      |
| 59   | Meir Ben Margi | 2015-2016 |
| 60   | Eli Cohen      | 2016      |
| 61   | Dani Golan     | 2016-2017 |
| 62   | Meir Ben Margi | 2017      |
| 63   | Nir Klinger    | 2017-2018 |
| 64   | Sharon Mimer   | 2018-2019 |
| 65   | Haim Silvas    | 2019-     |

### Joueurs du club

#### Joueurs emblématiques du club
- Dudu Aouate
- Reuven Atar
- Tal Banin
- Ran Ben Shimon
- Yitzhak Englander
- Yechiel Hameiri
- Elimelech Levental
- Ofer Talker
- Yochanan Vollach
- Roby Young
- Victor Young
- Oren Zeituni
- Zlatko Čajkovski
- Đovani Roso
- Alin Minteuan
- Nsumbu Mazuwa
- Jeff Tutuana
- Carlos Olaran